# Kurt Georg Hausmann
Kurt Georg Hausmann (* 15. August 1921 in Łódź; † 3. April 2004) war ein deutscher Historiker. Er lehrte von 1971 bis 1987 als Professor für Osteuropäische Geschichte an der Christian-Albrechts-Universität zu Kiel.

## Leben und Wirken
Der Sohn eines Schneiders verbrachte Kindheit und Jugend als Angehöriger der deutschen Minderheit im polnischen Łódź, wo er das deutsche Gymnasium besuchte. Zu Beginn des Zweiten Weltkriegs im September 1939 diente er kurzzeitig in der polnischen Armee. Nach der Kapitulation Polens und der Annexion des sogenannten Warthegaus legte er 1940 das Abitur ab und studierte ein Semester lang in Wien. Danach wurde er zur Wehrmacht eingezogen, die ihn wegen seiner starken Kurzsichtigkeit als Sanitäter einsetzte. In Toruń (Thorn) geriet er 1945 in sowjetische Kriegsgefangenschaft. Noch im selben Jahr kam er wegen seiner Sehschwäche wieder frei. Von Weißenfels in der Sowjetischen Besatzungszone, wo seine Familie nach Kriegsende untergekommen war, floh er weiter in den Westteil Deutschlands.
Mit Hilfe eines Stipendiums der Evangelischen Studienstiftung Villigst konnte er das Studium an der Universität Göttingen aufnehmen. Dort hörte er Geschichte bei Hermann Heimpel und Reinhard Wittram sowie Slawistik bei Maximilian Braun. Bei Wittram wurde er 1957 promoviert mit einer Arbeit über das Selbstverständnis der Polen in ihrer Reformpublizistik am Ende der Adelsrepublik in der zweiten Hälfte des 18. Jahrhunderts (Die politischen Begriffe und Wertungen in der polnischen Aufklärung). Parallel zur Arbeit an seiner Dissertation und nach deren Abschluss war er als Lektor für Polnisch an der Universität Göttingen tätig. Danach wurde Hausmann 1958 wissenschaftlicher Assistent von Georg von Rauch, dem ersten Inhaber des Lehrstuhls für osteuropäische Geschichte an der Christian-Albrechts-Universität zu Kiel. Dort half er mit beim Aufbau der Bibliothek und der Studienabläufe. Ebenfalls 1958 heiratete er, aus der Ehe gingen drei Kinder hervor.
Hausmann habilitierte sich 1968 mit einer Arbeit über den polnischen Nationalisten Roman Dmowski und die Anfänge seines politischen Wirkens. 1971 wurde er zum außerplanmäßigen Professor an der Universität Kiel ernannt. Ein Jahr später folgte die Berufung auf eine ebendort neu geschaffene C3-Professur für osteuropäische Geschichte. Während sich die Ordinarien der Kieler Abteilung für Osteuropäische Geschichte Georg von Rauch bzw. ab 1974 Peter Nitsche auf die Geschichte Russlands konzentrierten, lehrte und forschte Hausmann hauptsächlich zu Polen. Nach seiner Pensionierung 1987 trat Rudolf Jaworski seine Nachfolge in Kiel an.
Seinen Arbeitsschwerpunkt legte er auf Polen und Fragen des deutsch-polnischen Verhältnisses. Er veröffentlichte nur wenige Arbeiten, was Gottfried Schramm auf Hausmanns sich selbst gegenüber äußerst strengen Ansprüche zurückführt. Er widmete sich vor allem der Betreuung der Studenten und der Aufrechterhaltung des Lehrbetriebes. Im Zeitalter des Kalten Krieges förderte Hausmann den Austausch von Kieler und Warschauer Studenten. Hausmann war regelmäßiger Teilnehmer der deutsch-polnischen Schulgespräche. Zum 70. Geburtstag wurde er 1991 mit einem Bändchen gesammelter Dankesworte geehrt.

## Schriften
- Die politischen Begriffe und Wertungen in der polnischen Aufklärung. Zum Selbstverständnis der Polen in ihrer Reformpublizistik am Ende der Adelsrepublik. Dissertation Universität Göttingen 1957.
- Dmowskis Stellung zu Deutschland vor dem 1. Weltkriege. In: Zeitschrift für Ostforschung, Bd. 13 (1964), S. 56–91.
- Die politischen Ideen Roman Dmowkis. Ein Beitrag zur Geschichte des Nationalismus in Ostmitteleuropa vor dem Ersten Weltkrieg. Habilitationsschrift Universität Kiel 1968.
- Pilsudski und Dmowski in Tokio 1904. Eine Episode in der Geschichte der polnischen Unabhängigkeitsbewegung. In: Rudolf von Thadden (Hrsg.): Das Vergangene und die Geschichte. Festschrift für Reinhard Wittram zum 70. Geburtstag. Vandenhoeck & Ruprecht, Göttingen 1973, S. 369–402, ISBN 3-525-36161-0.
- Zum polnischen Nationsbegriff. In: Geschichte in Wissenschaft und Unterricht, Bd. 29 (1978), S. 66–77.
- Pilsudski und die Mission des Grafen Keßler in Polen.  Ein Fragment deutsch-polnischer Beziehungen im November/Dezember 1918. In: Hartmut Boockmann (Hrsg.): Geschichte und Gegenwart. Festschrift für Karl Dietrich Erdmann. Wachholtz, Neumünster 1980, S. 233–273, ISBN 3-529-02661-1.

Festschrift
- Alexander Thomasow u. a.: Stolat. Herrn Professor Kurt-Georg Hausmann zum 70. Geburtstag von seinen Schülern und Freunden. Neuer Malik-Verlag, Kiel 1991.